# 音楽学者
音楽学者（おんがくがくしゃ、伊：musicologia、仏：musicologue、英: musicologist、独: Musikwissenschaftler）は、音楽学の研究者である。

## 概要
音楽学とは、音楽に関する学問的探求の総称であり、音楽学者にも、伝統的な西洋音楽史の世界で楽譜校訂の現場で活躍する研究者もいれば、民族音楽学を専攻、フィールドワークを行い記述する研究者もいる。音楽美学、楽曲分析や作曲家作品論の専門家が演奏会に付随する楽曲解説などを行うこともある。これら伝統的音楽学者が存在する一方、物理学、心理学、哲学、社会学、人類学、宗教学などのあらゆる観点から複合的に音楽を論じる研究者も昨今の時代を反映して出現している。
一部の音楽学者が副業として音楽評論家を兼ねることがあるが、音楽評論家は音楽大学以外の出身者が多く、音楽評論家が必ずしも音楽学者というわけではない。また日本には、戦前は音楽学が独立した専攻課程として存在する大学はほとんどなく、1949年東京芸術大学音楽学部楽理科の設立（出身者角倉一朗、東川清一、船山隆）までは、普通大学の美学科が本格的な音楽学者を輩出するのが一般的であった（出身者野村良雄、海老沢敏、小泉文夫、服部幸三、皆川達夫、はいずれも東大美学美術史・美学藝術学の出身、礒山雅、長木誠司、渡辺裕らも学部は東大）。普通大学において音楽学が独立した専攻として扱われている大学は、大阪大学（出身者伊東信宏、奥中康人、谷正人）のみである。
さまざまな分野の研究者が存在するが、それぞれの研究実現のためには特殊技能・教養が求められることも少なからずある。小泉文夫などに代表される研究熱心なフィールドワーカーは、現地に出向き、言葉のみならず音楽、理論体系を取得し、学界に発信してきた。

## 音楽学者の一覧
- アリストクセノス　Aristoxenus (紀元前4世紀)
- ピタゴラス（ピュータゴラース）- 古代ギリシャの数学者。音楽についても言及。
- アリストクセノス
- アル＝ファーラービー (870 - 950) - 中東の科学者。アラブ世界の楽器を多く発明。
- レオン・バッティスタ・アルベルティ (1404 - 1472) - ルネサンスの万能人。
- ジョゼッフォ・ツァルリーノ　(1517 ? 1590) - 調律と対位法の理論。
- トマス・モーリー　(1558-1603) - 作曲家、音楽理論家。
- ジャン＝フィリップ・ラモー　(1683 - 1764) - 音楽理論家。和音の転回の概念
- ヨハン・ヨーゼフ・フックス - 音楽理論家。対位法の教程が有名。
- アントニーン・レイハ (1770 - 1836) - 音楽理論家、作曲家。
- フランソワ＝ジョゼフ・フェティス (1784 - 1871)
- Alexander J. Ellis (1814 - 1890)
- フランシス・ジェームズ・チャイルド (1825 - 1896) - 文献学者。アメリカ民謡の分類。
- グイド・アドラー（1855 - 1941） - 実証主義的研究。
- カール・シュトゥンプ (1848 - 1936)
- フーゴー・リーマン　(Hugo Riemann 1849-1919)
- アレッサンドロ・パリゾッティ (1853 - 1913)
- レオシュ・ヤナーチェク (1854 - 1928)
- ハインリヒ・シェンカー (1868 - 1935)- 分析理論が有名
- Joseph de Marliave(1873 - 1914)
- George Pullen Jackson (1874 - 1953)
- アルフレート・アインシュタイン (1880 - 1952) - 音楽史、モーツァルトの研究
- バルトーク・ベーラ (1881 - 1945) - 作曲家。民族音楽学。
- コダーイ・ゾルターン (1882 - 1967) - 作曲家。民族音楽学。
- ローベルト・ハース（Robert Haas 1886-1960）-音楽評論家（特にアントン・ブルックナーの研究で知られる）
- Jaime de Angulo (1887-1950)
- マルク・パンシェルル Marc Pincherle(1888-1974) ‐ ヴィヴァルディに関する初の包括的な書籍を著す。コレッリの研究でも大きな功績。
- Vinko Zganec (1890 - 1976)
- ブロニスワヴァ・ケウプルリャン＝ヴイチク (1890 - 1938)
- Gustave Reese (1899 - 1977)
- テオドール・アドルノ (1903- 1969)
- レオポルト・ノヴァーク (1904-1991)-音楽評論家（特にブルックナーの版の研究で知られる）
- Willy Hess (1906 - 1997)
- マンフレッド・ブコフツァー (1910 - 1955) - 音楽史（バロック）
- Charles Faulkner Bryan (1911 - 1955)
- Robert Lissauer (1917 - 2004)
- ジゼル・ブルレ(1919 - 1973)
- Thurston Dart (1921 - 1971)
- Colin Macmillan Turnbull (1924 - 1994)
- Charles Rosen (1927 - )
- カール・ダールハウス Carl Dahlhaus (1928 - 1989) - 広範囲にわたって大きな影響を与えた
- ヨアヒム・カイザー（Joachim Kaiser, 1928年12月18日 - ）ミュンヘンの音楽・演劇評論家で特にヨーロッパクラシック音楽界の法王といわれる
- Stanley Sadie (1930 - 2005)
- ハインツ＝クラウス・メツガー Heinz Klaus Metzger (1932-)
- Francois-Bernard Mache (1935-)
- Edward Tarr (1936-)
- マイケル・トールボット Michael Owen Talbot（1943‐）ヴィヴァルディの研究で著名、多数の録音媒体の解説書に採用されている。
- Michael Tenzer (1957-)
- Edward T. Cone
- Richard Hoppin
- Joseph Kerman
- Harold Powers
- John Blacking
- Frances Densmore
- A. M. Jones
- ヤープ・クンスト　Jaap Kunst
- ブルーノ・ネトル　Bruno Nettl
- Colin Turnbull
- ジャン＝ジャック・ナティエ
- アーブラハム・ツェーヴィ・イーデルゾーン
- レオン・ボットスタイン

## 日本のおもな音楽学者
- 伊東信宏 - バルトーク研究の第一人者。東欧の民族音楽に造詣が深い。最近ではブルガリアのチャルガ等の流行音楽に目を向けている。大阪大学教授
- 梅田英春 - ガムラン奏者、音楽民族学、人類学。インドネシアのガムラン音楽、東南アジア圏における芸能・文化研究、およびガムラン音楽の西洋音楽における表象論。気鋭の研究者であると同時に日本を代表するガムラン奏者の一人である。沖縄県立芸術大学准教授
- 海老沢敏 - モーツァルト研究の第一人者、元国立音楽大学学長
- 大角欣矢 - 東京芸術大学音楽学部教授。
- 大谷千正 - フランス近代音楽史、ガブリエル・フォーレ研究文献の翻訳者。現代音楽の作曲家でもある
- 小泉文夫 - 民族音楽学者、日本を始めとして世界中の民族音楽の研究を行ない、数多くの民族音楽を日本に紹介した
- 大崎滋生-音楽社会史研究者、桐朋学園大学音楽学部教授。
- 柿沼敏江 - 批評家、現代音楽、とりわけ20世紀アメリカ実験音楽の研究者。京都市立芸術大学准教授
- 笠原潔 - 音楽美学、音楽考古学、放送大学教授
- 金澤正剛 - 元日本音楽学会会長、ルネサンス音楽の研究、国際基督教大学名誉教授
- 蒲生美津子 - 日本音楽研究、雅楽、沖縄県立芸術大学教授
- 久保田慶一 - カール・フィリップ・エマニュエル・バッハの研究、国立音楽大学教授
- 小島美子 - 日本音楽史
- 小松雄一郎 - ベートーヴェンの研究者。
- 坂崎紀 - 西洋音楽史、聖徳大学名誉教授
- 佐藤望 - バッハを中心とした17-18世紀のドイツ音楽理論、国際基督教大学教授。
- 佐野光司 - 現代音楽研究の第一人者。桐朋学園大学教授
- 椎名亮輔 - 音楽美学、マイケル・ナイマンの「実験音楽」の邦訳、 フランス近現代音楽研究、同志社女子大学教授
- 島岡譲 - 音楽理論家、和声学の大家として有名。
- 白石美雪 - 現代音楽の批評、武蔵野美術大学教授
- 角倉一朗 - 西洋音楽史、東京芸術大学名誉教授。J.S.バッハの研究で知られる。
- 田邉尚雄 - 東洋音楽学会の初代会長および名誉会長
- 谷村晃 - 元日本音楽学会会長、大阪大学名誉教授
- 丹波明 - フランス在住、現代音楽の作曲家でもある
- 長木誠司 - 現代音楽の研究、東京大学大学院総合文化研究科表象文化論教授
- 土田英三郎 - 音楽理論、西洋音楽史、特にドイツ・オーストリア音楽の研究で知られる。東京芸術大学教授
- 戸口幸策 - 中世音楽、オペラの研究、成城大学名誉教授
- 根岸一美 - ブルックナーの研究で有名。また、関西(特に宝塚)における西洋音楽受容についての研究で名高く、ブルックナーを日本に紹介した当時の宝塚交響楽団の指揮者、ヨーゼフ・ラスカの研究に力を注いでいる。同志社大学教授
- 沼野雄司 - 現代音楽の研究、桐朋学園大学教授
- 野中映 - ニューヨーク・パンク、ノー・ウェイヴの研究。国立音楽大学教授
- 服部幸三 - 西洋音楽史、特にバロック音楽に造詣が深い。東京芸術大学名誉教授
- 樋口隆一 - 西洋音楽史、特にバッハ研究。明治学院大学教授
- 広瀬大介 -リヒャルト・シュトラウス研究、青山学院大学教授
- 福島和夫 - 日本伝統音楽の研究。1950年代には「実験工房」メンバーとして活躍するなど1970年代後半までは現代音楽の作曲家として活動。その後音楽学者に転身。上野学園大学教授
- 船山隆 - 音楽美学、東京芸術大学教授
- 細川周平 - ポピュラー音楽研究、国際日本文化研究センター教授
- 前田昭雄 - シューマン研究の第一人者。ウィーン大学名誉教授。
- 矢向正人 - 音楽美学、ヴィトゲンシュタインの言語ゲーム論を音楽に適用、九州大学准教授
- 三光長治 - 哲学者・現代音楽
- 高辻知義 - R・ワーグナー研究者
- 三宅幸夫 - 慶応義塾大学・山形大学音楽科教授、音楽評論家、第5回辻荘一学術奨励金・第6回京都音楽賞（研究・評論部門）受賞
- 横原千史 - 佛教大学、音楽評論家
- 楢崎洋子 - 現代音楽の研究、武蔵野音楽大学教授
- 渡部恵一郎 - 日本ヘンデル協会創設者
- 渡辺裕 - 音楽美学、音楽社会学、東京大学大学院人文社会系研究科教授